# کتی فیندلی
کتی فیندلی (انگلیسی: Katie Findlay؛ زادهٔ ۲۸ اوت ۱۹۹۰) هنرپیشه اهل کانادا است. او از سال ۲۰۱۰ میلادی تاکنون مشغول فعالیت بوده‌است.

## فیلم‌ها و مجموعه‌های تلویزیونی
- نانسی درو (مجموعه تلویزیونی ۲۰۱۹) (لیزبت، نقش دوره‌ای)
- چگونه از مجازات قتل فرار کنیم (ربکا سوتر، نقش اصلی)
- پس از تاریکی (بانی)
- کشتن (رزی لارسن، نقش دوره‌ای)
- خاطرات کری (مگی لندرز، نقش اصلی)